# 报头

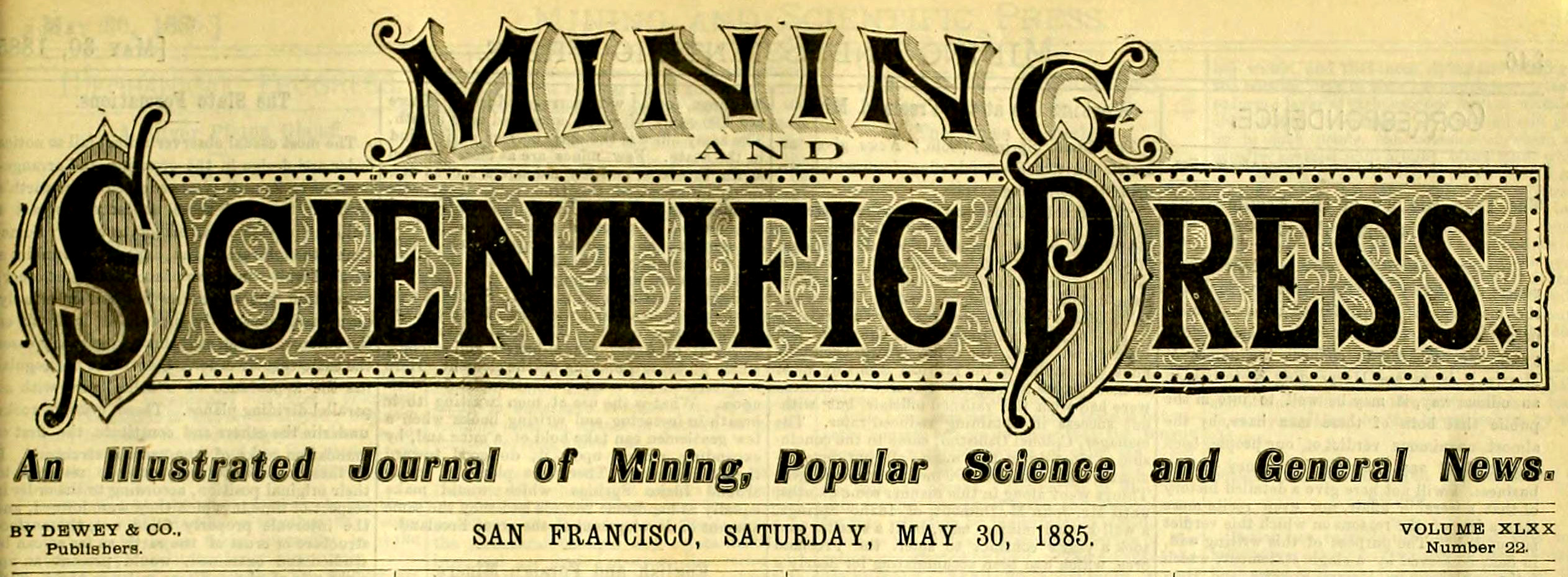
1885年《矿业和科学报道》的报头

《伦斯勒理工学院报》的报头

报头（英式英语：masthead，美式英语：nameplate）是指报纸刊登报纸名称、期数等部分。在报刊行业中，“报头”的另一个常见的英文术语是“flag”。它是出版物品牌标识的一部分，有特定的字体与颜色。除了名称外，它还可能包括其他细节，如装饰品、副标题或座右铭

## 简介
西方报纸报头一般位于报纸头版顶端正中位置，近年来东亚地区部分报纸也采取了这一形式；中国大陆的一些报纸的报头安排在左上角，横排书写；东亚地区部分报纸报头安排在右上角，且采取竖排书写方式。
东亚地区的部分报纸会使用书法字体，有的还会使用名人墨宝，如《人民日报》及中国大陆大部分省级中共党委机关报的报头由毛泽东亲笔题写、《参考消息》报头采集自鲁迅遗墨、《朝日新闻》报头采集自欧阳询墨宝，等等。部分西方报纸报头会选用哥特体等美术字体。
除刊登报名外，报头上还会刊登出版单位、当日出版日期、当日出版版数、出版总期数、当日的天气预报、刊号等。